# François Sanguin de Livry
François Sanguin de Livry (zm. 15 lutego 1729) – francuski dyplomata i duchowny.

## Życiorys
Był ambasadorem Francji w Portugalii (od 31 maja 1724 do 1725), Hiszpanii (1725) i Polsce (1726). Razem z nim do Polski przyjechali pomniejszej rangi francuscy dyplomaci i agenci przygotowujący już grunt pod spodziewana przyszłą elekcję Stanisława Leszczyńskiego.